# Rosa Heckscher
Rosa Heckscher, född Meyer 1855, död 1944, var en svensk lärare och motståndare till Kvinnlig rösträtt i Sverige. Tillsammans med bland andra Anna Söderblom och Annie Åkerhielm var hon en av de ledande kvinnliga rösträttsmotståndarna under 1910-talet.

## Biografi
Rosa Heckscher var dotter till bokförläggaren Philipp Meyer och Mathilda Rubenson, som båda var av judisk härkomst. Hon utbildade sig till lärare vid Kungliga högre lärarinneseminariet, men gifte sig tidigt med Isidor Heckscher som hon fick barnen Eli och Ella Heckscher med.

## Politisk aktivism
Under 1910-talet var Rosa Heckscher en av de mest högröstade motståndarna till kvinnlig rösträtt. I en rad artiklar i exempelvis Svensk Tidskrift, som Eli Heckscher tillsammans med Gösta Bagge återstartat, framförde hon sina argument mot kvinnlig rösträtt, artiklar som bland annat besvarades av Hilma Borelius. Hennes artiklar uppmärksammades även i bland annat i tidskriften Dagny.
Heckschers argumentation påminde om den som andra kvinnliga rösträttsmotståndare som Anna Söderblom och Annie Åkerhielm förde fram, även om Heckscher och Åkerhielm hade en mer pessimistisk framtidssyn än Söderbloms något romantiska bild av kvinnans roll i hemmet. Alla tre menade dock att det kunde finnas en plats för kvinnan i kommunpolitiken, men att vad de beskrev som kvinnans egenskaper inte var lämpade för det nationella, politiska livet.

## Eftermäle
Sif Bokholm lyfter fram Rosa Heckscher som en av de ledande rösträttsmotståndarna, jämte bland andra nämnda Söderblom och Åkerhielm.  